# Ulrich Eisenhut
Ulrich Eisenhut (1508 erstmals erwähnt; † vor dem 22. Mai 1537 in Altstätten; heimatberechtigt in Gais AR) war ein Schweizer Politiker, Landammann und Tagsatzungsgesandter aus dem Kanton Appenzell Ausserrhoden.

## Leben
Ulrich Eisenhut war von 1508 bis 1513 Steuermeister und anschliessend – von 1516 bis 1534 – mit Unterbrüchen Landammann des damals noch ungeteilten Landes Appenzell. Zwischen 1508 und 1535 vertrat er sein Land, das 1513 als 13. Ort in den Bund der Eidgenossen aufgenommen worden war, an über 60 Tagsatzungen. Ab 1519 war Ulrich Eisenhut ein gefragter Schiedsrichter in Religionsfragen. Als Anhänger der Reformation vermittelte er 1535 im Grenzstreit zwischen Gais und Oberriet im St. Galler Rheintal. In dieser Funktion sowie im sogenannten Bannerhandel – einem Streit zwischen dem Land Appenzell und der nicht zum Bund der Eidgenossen gehörenden, aber wirtschaftlich starken Stadt St. Gallen um ein bei der Schlacht bei Vögelinsegg 1403 von den Appenzellern erbeutetes Banner, das Eisenhut angeblich den St. Gallern verkauft haben soll – warfen ihm seine Neider, insbesondere Jakob Büchler, Landesverrat vor. Trotz fehlender Beweise wurde Ulrich Eisenhut 1535 verhaftet. Die Stadt St. Gallen und die Eidgenossen vermittelten erfolglos. Im selben Jahr konnte er jedoch fliehen. 1537 wurde der kurz zuvor verbittert verstorbene alt Landammann von der eidgenössischen Tagsatzung rehabilitiert.